# Saint-Pierre-du-Val
Saint-Pierre-du-Val é uma comuna francesa na região administrativa da Normandia, no departamento de Eure. Estende-se por uma área de 12,03 km². Em 2010 a comuna tinha 579 habitantes (densidade: 48,1 hab./km²).